# Петсарат
Принц Петсарат Ратанавонґса (Somdej Chao Maha Uparaja Petsaraj Ratanavongsa; лаос. ສົມເດັຈເຈົ້າ ມຫາ ອຸປຣາຊ ເພັຊຣາຊ ຣັຕນວົງສາ [tɕâw pʰētsālâːt lāttánāʋóŋ]; 19 січня 1890 — 14 жовтня 1959) — лаоський державний діяч, член королівської родини, перший прем'єр-міністр Лаосу.

## Біографія

### Ранні роки
Був другим сином принца Бунхона. Народився в королівстві Луанґпхабанґ, яке до 1893 року було васалом Сіаму, а потім перейшло під французький протекторат. Його рідним братом був Суванна Пхума, зведеними братами — Суваннаратх і Суфанувонг. Первинну освіту здобував при дворе в Луанґпхабанґу, а від 1904 року навчався у французькому ліцеї Шасселу-Лоба в Сайгоні. Будучи членом лаоської королівської родини, зміг 1905 року продовжити навчання у Франції, спочатку в ліцеї Монтень, а потім у так званій Колоніальній школі, де готували вищих чиновників для французької колоніальної служби. Окрім того, Петсарат рік провів в Оксфорді.

### Колоніальний чиновник і віцекороль
Після повернення до Лаосу 1913 року одружився з принцесою Нінь Кхам Венне та спочатку працював перекладачем у свого батька, потім обіймав різні посади в адміністрації Французького Індокитаю та протекторату Лаос: 1914 року став клерком у канцелярії французького губернатора у В'єнтьяні, за два роки його призначили на посаду помічника секретаря губернатора; 1919 року він отримав звання Сомдет Чао Ратсапхакінай, яке мав і його батько, що зробило Петсарата одним з найвпливовіших людей у колонії, того ж року став «директором» Лаосу при французькій адміністрації; одночасно до 1930 року був членом Верховної ради Індокитаю та в 1932—1937 роках — членом Економічної ради.
1923 року він також займав пост начальника штабу з політичних та адміністративних справ корінних народів Лаосу. Та посада дозволила йому приймати на державну службу якомога більше число лаосців з метою обмеження впливу в'єтнамців, які на той час займали панівне положення в Індокитаї. Принц також сприяв розвитку традиційної культури та мистецтва, прагнучи відновити інтерес до зміцнення національної ідентичності лаосців у межах принаймні національних еліт. Його міцні позиції в колоніальній адміністрації зробили його найбільш могутнім лаосцем свого часу, навіть більш впливовим, ніж король Сісаванг Вонг, якому французи залишили фактично лиш представницькі функції. Не успадкувавши після смерті свого батька титулу упарата, Петсарат, тим не менше, мав найбільший авторитет і популярність, отримавши прізвисько «король В'єнтьяна».
Відомо, що Петсарат установив систему чинів і звань у цивільній службі, правила просування по службі та встановлення пенсії, а також створив лаоську консультативну асамблею, реорганізувавши консультативну раду короля. Принц також реорганізував адміністративний устрій буддійського духовенства та створив систему шкіл для навчання ченців мовою палі. Він створив Інститут права й адміністрації для підготовки офіцерів початкового рівня (самінів), які потім просувались кар'єрними сходами, послідовно отримуючи нові ранги. Він установив правила для винагороди, перепризначення та заохочення гідних державних службовців та створив судову систему, в тому числі цивільний та кримінальний кодекси колоніального Лаосу. За його указом його особистий секретар Сіла Віравонг збирав стародавні лаоські тексти для бібліотеки пагоди Ват Чан, багато з яких у подальшому було виявлено в Національній бібліотеці Бангкока. Попри зусилля принца, число лаосців, які інтегрувались до системи французького колоніального управління, залишалось не надто значним. Так, станом на 1937 рік лише 54 % з 286 штатних посад в адміністрації провінції Луанґпхабанґ були зайняті етнічними лаосцями.

### Друга світова війна
Титул упарата, скасований після смерті його батька 1920 року, 1941 знову було запроваджено спеціально для Петсарата. На той час колоніальна влада через поразку Франції від Німеччини під час Другої світової війни значною мірою була послаблена та дезорієнтована. Уряд Віші був змушений надати свою згоду на розміщення та широку діяльність у Французькому Індокитаї японських військ, які значно переважали французів за силою, що де-факто було окупацією країни за формального визнання збереження над нею французького суверенітету. Значну роль відіграла також Французько-таїландська війна, за підсумками якої французи під тиском японців були змушені 1941 року передати Таїланду значну частину Лаосу; здебільшого саме з тієї причини, щоб зберегти лояльність лаосців, що залишились під їхньою владою, французи й пошли їм на значні поступки.
Намагаючись протистояти японській і тайській пропаганді вішистська влада почала підтримувати розвиток лаоської культури, сприяючи концентрації лаоської інтелігенції довкола асоціації Лао Нхай. Шарль Роше, який обіймав у В'єнтьяні посаду керівника освітнього відомства, був особливо активним у тому напрямку, але зрештою вступив у конфлікт з Петсаратом, коли запропонував запровадити в Лаосі як писемність куокнги. Для Петсарата культурна й релігійна самобутність лаосців була невід'ємною частиною національної писемності, тому Роше довелось відмовитись від своєї ідеї.
Лаоські націоналісти скористались слабкістю французького колоніального режиму. 1942 року король вперше скликав уряд Лаосу, який очолив принц Петсарат. На відміну від колишнього спадкового принца, а згодом короля Сісаванга Ваттани, який продовжував зберігати відданість французам, Петсарат прагнув до співпраці з японцями, підготувавши разом з ними у квітні 1945 року переворот, що формально перетворив Лаос з маріонеткової держави на незалежну, коли японці змусили короля проголосити незалежність Лаосу. За наполяганням японців Петсарат при цьому залишився прем'єр-міністром.

### Рух за незалежність
Петсарат був також — разом зі своїми братами Суванною Пхумою та Суфанувонгом — одним з лідерів лаоського національно-визвольного руху під назвою Лао Іссара. 14 серпня 1945 року Японія формально капітулювала, після чого частину Лаосу зайняли китайські війська, яким Союзники доручили роззброювати японців; у самій країні панував хаос. У В'єнтьяні навколо Петсарата до того часу склалась група прибічників незалежності, до складу якої входили багато лаоських аристократів і відомих діячів. 27 серпня вони захопили владу у В'єнтьяні та змусили японців, які йшли, передавати їм зброю, розраховуючи на те, що США підтримають створення незалежного та єдиного Лаосу та зашкодять поверненню французів. Принц Петсарат розірвав відносини з королем, який прагнув до повернення під французьке покровительство, натомість представники руху Лао Іссара прагнули до цілковитої незалежності та єдності країни. Проти них виступили не лише сам король, але й принц Вонг Ум, який правив Тямпасаком на півдні країни, чия підтримка зробила можливим повернення французів.
Перші французькі колоніальні війська опинились у Лаосі вже 2 вересня 1945 року, і їхній командир, полковник Імфе, перш за все зажадав від короля відправити Петсарата у відставку. Останній на той час вів перемовини із Суфанувонгом, який перебував у В'єтнамі та співпрацював з Хо Ші Міном: Суфанувонг поінформував брата про свій план створити спільно з В'єтмінем єдиний «індокитайський блок» для боротьби проти колоніалізму, втім Петсарат, який не довіряв в'єтнамцям, відмовився приєднатись до нього. 8 жовтня 1945 року Суфанувонг створив у Тхакхеку Лаоську визвольну армію, натомість Лао Іссара залишалась під контролем Петсарата. 10 жовтня 1945 року король оголосив про відставку Петсарата, у відповідь на що Петсарат, який отримав звістку про це, та його прибічники сформували 12 жовтня 1945 року тимчасову «народну раду», що проголосила незалежність і єдність Лаосу.
Серед 10 членів тієї ради були в тому числі два брати Петсарата, Суванна Пхума та Суфанувонг. 20 жовтня 1945 року Петсарат був проголошений лідером незалежної лаоської держави (Патет Лао), одночасно рада оголосила про повалення короля. У той же час відповідно до домовленостей, яких було досягнуто на Потсдамській конференції, на територію Лаосу почали наступ китайські війська, яким частково вдалось витіснити французів, котрі прагнули до відновлення контролю над Лаосом.
Прагнучи прискорити здобуття своєї незалежності, Петсарат, попри японський а потім і китайський тиск, імовірно, все ж не мав радикальних антифранцузьких настроїв. Так, відомо, що він заборонив своїм прибічникам у В'єнтьяні скинути у Меконг статую Огюста Паві. Передусім він не бажав того, щоб контроль Франції над Лаосом було замінено на контроль будь-якої іншої країни, що висловив жартом: «Я надто старий, щоб вивчати китайську чи англійську». Головною метою Петсарат вбачав донесення до Франції думки про те, що часи змінились.

### Вигнання
У березні 1946 року французи та китайці уклали мирну угоду, після чого Франція змогла повернутись до продовження окупації Лаосу, невдовзі зайнявши В'єнтьян. До травня 1946 року весь Лаос знову опинився під їхнім контролем. Керівництво Лао Ісара на чолі з принцом Петсаратом ще 24 квітня було змушене тікати до Таїланду, де вони сформували уряд у вигнанні під покровительством тамтешнього прем'єр-міністра Пріді Паноміонга. Незадовго до своєї втечі прибічники незалежності зустрічались із королем Сісавангом Вонгом, який погодився повернутись на престол єдиного Лаосу. Після фактичного падіння уряду Лао Іссара король видав указ про оголошення нечинними всіх законів, ухвалених у країні від 4 квітня 1945 року.
Лаоські вигнанці у Бангкоку не були єдиною політичною силою, а були розрізненою групою, що включала комуністів й антикомуністів. Після створення французами єдиного Королівства Лаос, якому дозволили стати автономним членом Французького Союзу, різні радикальні лаоські формування, в тому числі принц Суфанувонг, спільно з в'єтнамським В'єтмінем і камбоджійською Кхмер Іссарак взяли участь в Індокитайській війні проти французів та уряду Королівства Лаос. З їхніх загонів виник прокомуністичний рух Патет Лао. Представники поміркованого крила Лао Іссара, такі як принц Суванна, однак, шукали примирення з королем, дистанціювавшись від Петсарата 1949 року. 25 жовтня 1949 року відбулись їхні перемовини з Францією та Королівством Лаос, на яких прибічникам незалежності запропонували амністію в обмін на саморозпуск уряду в екзилі; ті перемовини засудив Петсарат. 9 листопада 1949 року члени уряду у вигнанні, в тому числі й Суванна Пхума, повернулись до В'єнтьяна. Суфанувонг, якого звільнили з посади в уряді незадовго до його саморозпуску, відмовився, однак, припинити боротьбу. Петсарат же формально припинив політичну діяльність, утім залишився у вигнанні в Бангкоку та перебував «між двох стільців».
Однією з причин того, чому Петсарат розійшовся з іншими членами уряду в екзилі у своїх поглядах, вважаються, окрім політичних, також особисті мотиви: Петсарат був ображений тим, що король 10 жовтня 1945 року відправив його у відставку, і ще більше тим, що конституція Французького Лаосу, ухвалена 15 грудня 1946 року, не передбачала існування титулу віцекороля. Від запрошення, що надійшло від Суфанувонга та Хо Ші Міна, стати лідером нового опозиційного уряду Патет Лао, сформованого за підтримки Північного В'єтнаму, Петсарат 1951 року відмовився, що, можливо, було пов'язано з його давньою неприязню до в'єтнамців.

### Повернення та смерть
У Королівстві Лаос Петсарат втратив усі свої титули. Примирення з королем, якого він намагався повалити, було неможливим. У серпні 1950 року Суфанувонг зумів відновити Патет Лао за підтримки В'єтміня, причому прибічники незалежності формально продовжували вважати своїм формальним лідером Петсарата, який, однак, фактично не відігравав жодної ролі в країні, що поринала в хаос громадянської війни. За відсутності Петсарата, тим не менше, в Лаосі не знайшлось рівного йому за харизмою політика, який міг би відіграти в поточних подіях таку ж роль, як Сіанук у Камбоджі чи Сукарно в Індонезії.
Після підписання Женевських угод 1954 року Королівство Лаос було визнано цілковито незалежною державою. За підсумками перемовин між королівським урядом і Патет Лао було сформовано коаліційний уряд, який очолив Суванна Пхума та до складу якого ввійшли деякі прибічники Суфанувонга. Коли міністр закордонних справ Пхуї Сананікон після Женевської конференції запропонував Петсарату повернутись до Лаосу, той почав наполягати на поверненні йому всіх титулів і посад, які він мав станом на 1945 рік, а також на призначенні його довічним прем'єр-міністром. Ті вимоги були нереальними через формування в Лаосі на той час парламентської системи. За умов нестабільності після поразки Франції в Індокитайській війні Петсарат, імовірно, підбурював до спроби державного перевороту, яку було здійснено в травні курсантами військового училища, та вбивства міністра оборони Коу Воравонга у вересні. Імовірно, він при цьому мав підтримку з боку Таїланду.
Петсарат зміг повернутись до Лаосу в березні 1957 року після понад десятирічного вигнання як почесний лідер Патет Лао за домовленістю зі своїм братом Суванною Пхумою. Він також знову отримав свій титул упарата. З тим титулом він подорожував країною та закликав народи Лаосу до національної єдності, політики нейтралітету й інтеграції Патет Лао до структур нової держави. Втім особливого політичного значення все це не мало. Йому запропонували оселитися в офіційній урядовій резиденції у В'єнтьяні, однак Петсарат відмовився та вирішив жити разом зі своєю тайською дружиною на приватній віллі Сієнг Кео в Луанґпхабанґу.
Петсарат також зустрівся з королем Сісавангом Вонгом та примирився з ним. Однак у жовтні 1959 року між ними спалахнув новий конфлікт, коли король постановив використовувати резиденцію принца у В'єнтьяні для розміщення прем'єр-міністра, після чого майно Петсарота навантажили на човни та річкою доставили до Луанґпхабанґу, що викликало у Петсарата сильну образу та стрес.
Петсарат помер у лікарні, попри зусилля французьких лікарів, від крововиливу у мозок 14 жовтня 1959 року в 69-річному віці, рівно за два тижні до смерті короля Сісаванга Вонга.

## Спадщина
У своїх працях західні автори часто називають принца Петсарата «батьком лаоського націоналізму» або ж «ключовою постаттю в розвитку лаоського націоналізму». Вони підкреслюють його важливу та помітну роль у модернізації системи управління колоніального Лаосу, а потім в антиколоніальній визвольній боротьбі. В історії Народно-Демократичної Республіки Лаос, однак, він відіграв доволі незначну роль. Зведений брат Петсарата, лідер Патет Лао та майбутній президент Лаосу, принц Суфанувонг, від 1945 року був фактично єдиним лідером національно-визвольного руху лаоського народу. Втім роль Петсарата як патріота оцінюється позитивно — особливо у порівнянні з профранцузьким королем Сісавангом Вонгом чи «реакціонером» Катаєм Доном Сасорітом. Визнаються також його заслуги в захисті лаоської мови та культури, що сприяло розвитку національної самосвідомості лаосців.

## У культурі
Образ принца Петсарата має значну популярність у народних легендах у багатьох лаосців. Часто можна почути розповіді про його нібито надприродні здібності. Наприклад, він, як кажуть, міг ставати невидимим і перетворюватись на тварин. З тієї причини амулети з зображенням Петсарата використовують багато забобонних лаосців як талісмани.